# Aleksandr Petrov (animador)
Aleksandr Konstantinovich Petrov (también Alexander o Alexandre) (en ruso: Александр Константинович Петров: Александр Константинович Петров) (17 de julio de 1957 en Prechistoye, óblast de Yaroslavl) es un animador y director de animación ruso.

## Biografía
Petrov nació en el pueblo de Prechistoye (Óblast de Yaroslavl) y vivió en Yaroslavl.
Estudió arte en VGIK (instituto estatal de cine y televisión). Fue discípulo de Yuriy Norshteyn en la Escuela Adelantada para guionistas y directores (Moscú).
Después de hacer sus primeras películas en Rusia, adaptó la novela El Viejo y el Mar en Canadá, resultando un corto animado de 20 minutos. Técnicamente impresionante, la película está hecha enteramente en pinturas de óleo sobre vidrio, una técnica dominada únicamente por un puñado de animadores en el mundo. Utilizando sus dedos en lugar de un pincel sobre diferentes láminas de vidrio colocados en múltiples niveles, cada uno cubierto con pinturas de aceite de secado lento, él fue capaz de añadir profundidad a sus cuadros. Después de fotografiar cada marco pintado en las láminas de vidrio, el cual era cuatro veces más grande que el habitual lienzo de tamaño A4,  tuvo que modificar ligeramente la pintura para la siguiente trama y así sucesivamente. Tomó a Aleksandr Petrov más de dos años, a partir de marzo de 1997 hasta abril de 1999, pintar cada uno de los más de 29,000 fotogramas. Se construyó un sistema especial de cámaras de control de movimiento para el rodaje de los fotogramas. Una cámara IMAX se montó y una cámara de vídeo de ayuda se adjuntó a la cámara IMAX. La obra fue altamente aclamada, recibiendo el Óscar al mejor cortometraje animado y Magnífico Prix en el Festival Internacional de Cine de Animación de Annecy.
Después de esto, Aleksandr Petrov mantuvo una relación cercana con Pascal Blais Studio en Canadá, el cual ayudó financiar El Hombre Viejo y el Mar.
Regresó a Yaroslavl en Rusia para trabajar en su última película, My Love, el cual finalizó en primavera 2006 después de tres años de trabajo y tuvo su estreno en la Festival de Animación Internacional de Hiroshima en agosto 27, donde ganó el Premio de Audiencia y el Premio de Jurado Internacional Especial. El 17 de marzo de 2007, My Love se estrenará en el cine Angelika en Shibuya (Japón) por Estudio Ghibli, como el primer lanzamiento de la "Biblioteca del Museo Ghibli" (estrenos cinematográficos y DVD de películas de dibujos animados occidentales en Japón).
En una entrevista de 2009, Petrov declaró que estaba sin trabajo y utilizando el último de su dinero previamente ganado. Un artículo de 2010 declaró que Petrov quiere crear una película de animación con su técnica, pero no puede iniciarla debido a la falta de fondos.
En 2014, Petrov dirigió una secuencia animada de tres minutos para los Juegos Paralímpicos de Sochi llamados Firebird (Жар-птица). En una entrevista del mismo año, Petrov confirmó que si puede encontrar la financiación, le gustaría trabajar en una película utilizando su característico estilo y declaró que está trabajando actualmente en un proyecto de película, pero que está progresando con gran dificultad.
En 2016 Petrov ha hecho la intro y el cartel de "Animavì, Festival de Cine de Animación Poética" que tiene lugar en la ciudad italiana de Pergola.

## Estilo artístico
El estilo de Petrov de la década de 1980 en adelante se puede caracterizar como un tipo de realismo romántico. Personas, animales y paisajes están pintados y animados de una manera muy realista, pero hay muchas secciones en sus películas donde Petrov intenta representar pensamientos y sueños interiores de un personaje. En El Viejo y el Mar, por ejemplo, el pescador sueña que él y el marlin son hermanos nadando por el cielo y el mar. En My Love, la enfermedad del personaje principal es representado mostrándole mientras es enterrado bajo la nieve recién caída en una noche oscura.

## Filmografía

### Director
- 1988—Marathon, Марафон (Marafon) (dirigido y animado con Mikhail Tumelya)
- 1989—The Cow, Корова (Korova) (Andrey Platonov)
- 1992—The Dream of a Ridiculous Man, Сон смешного человека (Son smeshnovo cheloveka) (Fyodor Dostoevsky)
- 1997—Mermaid, Русалка (Rusalka) (Alexander Pushkin)
- 1999—El viejo y el mar (Ernest Hemingway)
- 2003—Participó en Días de Invierno, 冬の日 (Fuyu no hi)
- 2006—My Love, Моя любовь (Moya lyubov) (Iván Shmelev)
- 2014—Firebird, Жар-птица' (Zhar-ptitsa)

### Director de arte
- 1984—By a Wave of the Wand, По щучьему велению (Po shchuchyemu veleniyu) (dirigido por Valeriy Fomin, animación con recortes)
- 1985—Tale of a Small Fry, Сказочка про козявочку (Skazochka pro kozyavochku) (dirigido por Vladimir Petkevich, pintura-encima-vaso)
- 1986—Welcome, Добро пожаловать (Dobro pozhalovat) (dirigido por Alexei Karayev)
- 1989—The Guardian, Хранитель (Khranitel) (dirigido por Vladimir Petkevich, ?)

## Premios y nominaciones
Premios Óscar
| Año  | Categoría                  | Película          | Resultado |
| ---- | -------------------------- | ----------------- | --------- |
| 1990 | Mejor cortometraje animado | The Cow           | Nominado  |
| 1998 | Mejor cortometraje animado | Rusalka           | Nominado  |
| 2000 | Mejor cortometraje animado | El viejo y el mar | Ganador   |
| 2008 | Mejor cortometraje animado | My Love           | Nominado  |

- 1988—Ottawa International Animation Festival: Welcome, "Grand Prix"
- 1990—Festival Internacional de Cine de Berlín: The Cow, "Honorable Mention" in the category "Best Short Film"
- 1990—Ottawa International Animation Festival: The Cow, "OIAF Award for Best First Film"
- 1992—Bombay International Documentary, Short and Animation Film Festival: The Cow, "Golden Conch for Best Animation Film"
- 1992—Ottawa International Animation Festival: The Dream of a Ridiculous Man, "Audience Award" and "OIAF Award for Best Production Between 10 and 30 Minutes in Length"
- 1993—Cracow Film Festival: The Dream of a Ridiculous Man, "Special Mention for the depiction of a crucial subject in the form of animation"
- 1997—Cinanima: The Mermaid, "Grand Prize"
- 1997—International Leipzig Festival for Documentary and Animated Film: The Mermaid, "Honorable Mention" in the category "Animated Films and Videos"
- 1997—2nd Open Russian Festival of Animated Film: The Mermaid, "Best Animator of a Drawn Film", "3rd Place Rating by Audience Vote"
- 1998—Ottawa International Animation Festival: The Mermaid, "Craft Prize" in the category "Best Story"
- 1998—Zagreb World Festival of Animated Films: The Mermaid, "Grand Prize"
- 2006—11th Hiroshima International Animation Festival: My Love, "Audience Prize" and "Special International Jury Prize" (enlace roto disponible en Internet Archive; véase el historial, la primera versión y la última).
- 2006—International Leipzig Festival for Documentary and Animated Film: My Love, "FIPRESCI Prize for Best Animation"
- 2006—Animation Show of Shows; My Love
- 2007—12th Open Russian Festival of Animated Film: My Love, "Grand Prix", "Best Direction" and "Best Visuals"
- 2007—XVII International "Message to Man" Film Festival: My Love, "Grand Prix"